# 歐尼爾圓柱體
歐尼爾圓柱體（英語：O'Neill cylinder），又稱歐尼爾殖民地（O'Neill colony），是由美國物理學家兼天文學家傑瑞德·K·歐尼爾在其1976年著作《高邊疆：太空中的人類殖民地》中提出的宇宙殖民地構想，他提議用月球或小行星上開採的資源，在21世紀實現太空移民。目前此構想仍流於理論，而傑夫·貝佐斯曾在2019年5月9日於华盛顿哥伦比亚特区舉行的藍色起源活動中提議建造歐尼爾圓柱，而非殖民其他星球。
奧尼爾圓柱由兩個反向旋轉的圓柱體組成，之所以朝逆時針方向運行是因為此舉可以抵消陀螺效應，否則他們將無法對準太陽。每個圓柱體的直徑約為5公里，長20公里，且兩端通過桿端的軸承系統連接，其旋轉會為歐尼爾圓柱體提供人工重力。

## 背景

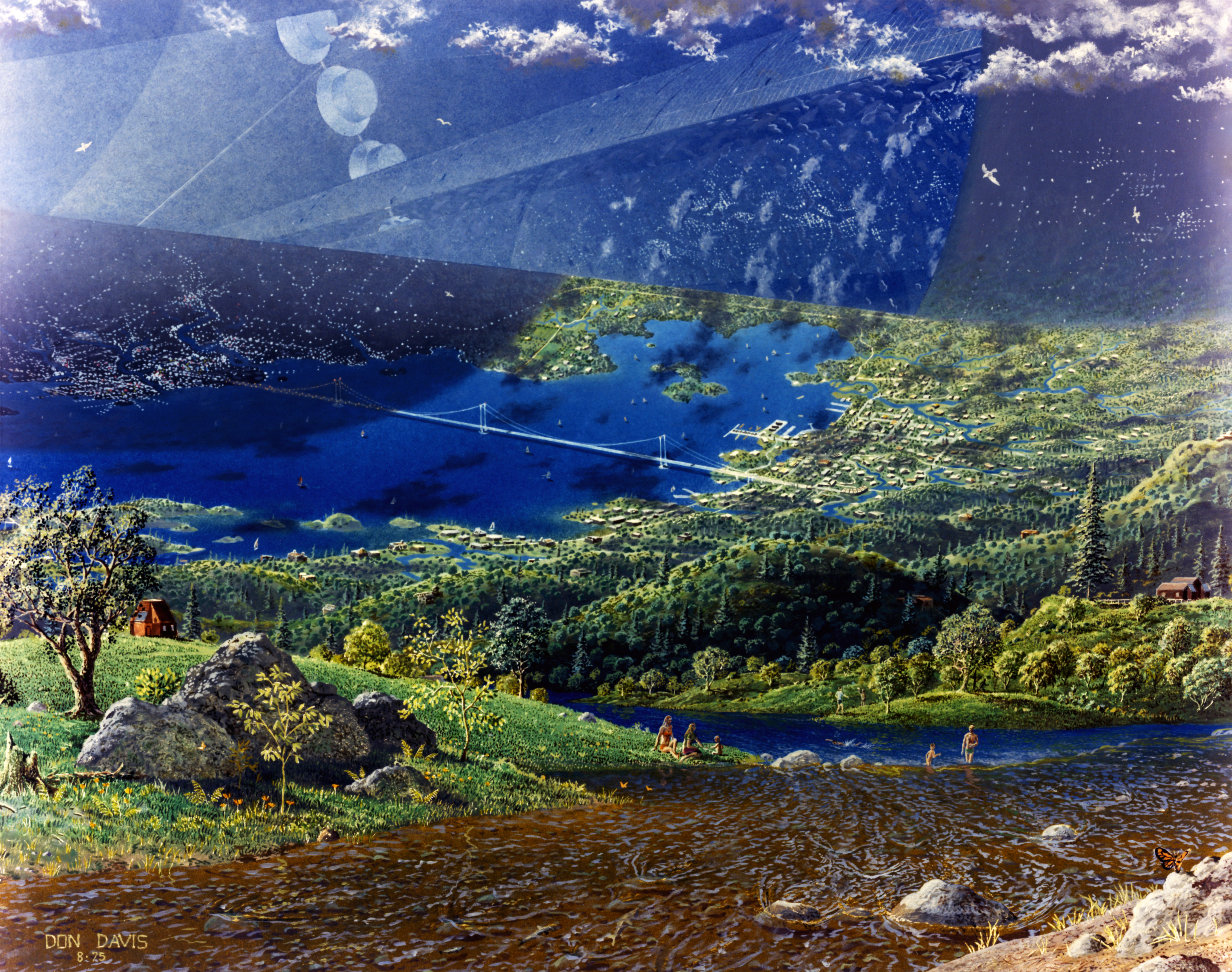
唐·戴維斯 (藝術家)對歐尼爾圓柱內部的描繪，圖中可見其內表面的曲率

在普林斯頓大學教授本科物理時，歐尼爾給了其學生一個設計出外太空大型結構的課題，從而證明在太空中生活一事為可取，其中一些設計理論上有足夠大的體積供人類居住。這課題激發了歐尼爾關於殖民地圓柱體的想法，他隨後便在1974年9月《今日物理》的一篇文章上講述此構思。

### 「島嶼」
在《高邊疆：太空中的人類殖民地》中，歐尼爾提出三種參考設計，並稱它們為「島嶼」：
- 一號島嶼（Island One） ，周長1.6公里、直徑512米的旋轉球體，居民生活在球體的「赤道地區」。此想法隨後發展成為伯納爾球體（英语：Bernal sphere）；另一在史丹佛大學進行，並由NASA及艾姆斯研究中心聯手研究的衍生版本則稱作史丹佛環面，為一直徑490米的環面[6]。

- 二號島嶼（Island Two）：球形設計，直徑1.6公里

- 三號島嶼（Island Three），即現今的歐尼爾圓柱體，由兩個反向旋轉，直徑8公里、長32公里的圓柱體組成[7]。每個圓柱體有六個沿著圓柱體長度延伸的等面積複合板，其中三個是透明的窗戶，其他三個則是可住人的「平面陸地」，此外還有一直徑32公里，以不同速度旋轉來支持農作物生長的外環結構。工業製造區則位於圓柱體的中心，此規劃的目的是為某些製造过程提供尽量小的重力[7]。

為了節省從從地球發射原材料的巨額成本，這些殖民地將通過質量投射器從月球發射到太空的材料建造。

## 設計

### 在圓柱體內的生活

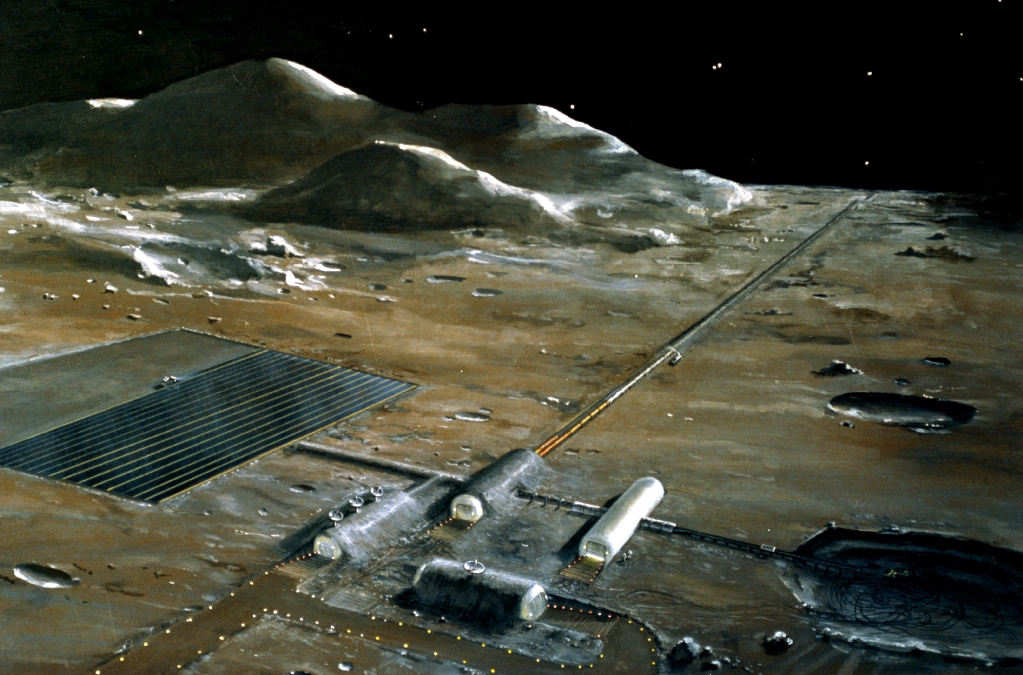
設有質量投射器的NASA月球基地概念圖，其中朝著月平線延伸的筆直結構是建造歐尼爾圓柱體計劃的一部分

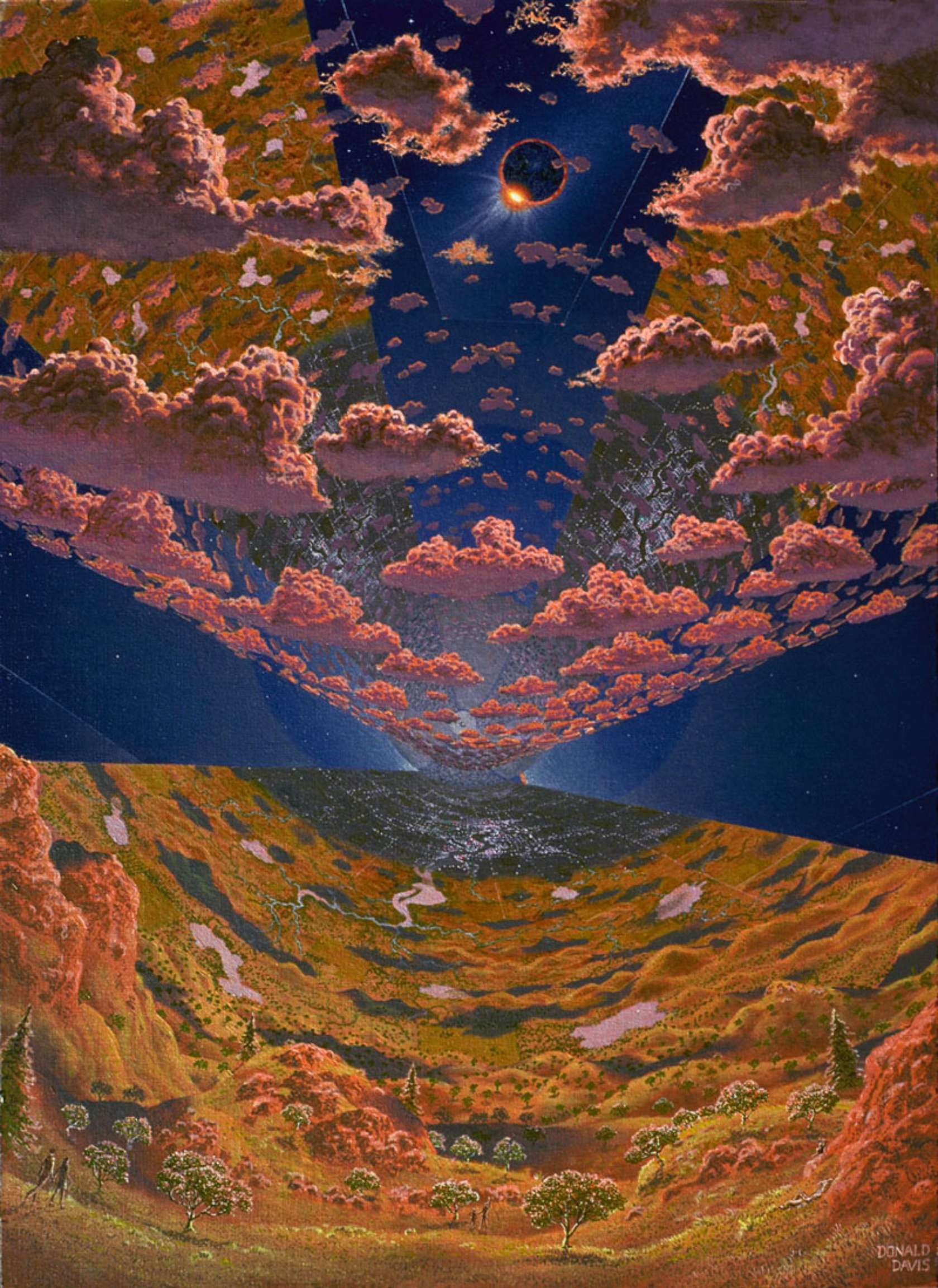
畫家筆下的歐尼爾圓柱體被陽光反射照亮的內部

在1974年9月號的《今日物理》雜誌上，歐尼爾博士認為歐尼爾圓柱體上的生活會比地球上的某些地方更好，箇中原因是其中有豐富的食物、穩定的氣候和天氣控制。圓柱體內不允許會產生煙霧和污染的內燃機車輛行駛，對於僅有20公里的圓柱體內部來說，單車和低速電動車便已足夠。由於旋轉圓柱體的人工重力，居民們還可以進行在地球上能做娛樂運動，如滑雪、帆船和登山等來保持身體的健康。除了這些運動外，理論上也可以在圓柱體殖民地外的太空中進行其他運動。

### 人工重力
圓柱體的旋轉會為其內表面提供人工重力。在歐尼爾描述的半徑範圍內，殖民地必須每小時旋轉約28次才能模擬出標準的地球重力，且角速度須達每秒2.8度。就旋轉參考系的人為因素的研究表明，在如此低的旋轉速度下，很少會有人產生暈動病症狀，這是由於科氏力僅作用於內耳的關係。然而，殖民地內的居民們可以透過轉頭，來感知圓柱體自旋和反自旋的方向，且任何落下的物品似乎都會偏離原落點幾厘米。殖民地的中心軸是一個無重力區域，理論上可以在那裡設置娛樂設施。

### 大氣與輻射
歐尼爾殖民地的氧氣分壓大致與地球大氣相同，為地球海平面氣壓的20%，其中也包含氮氣，以增加氣壓至約地球氣壓的30%，這種半壓大氣可節省氣體，並降低殖民地牆壁所需的強度和厚度。在直徑5公里，長20公里的尺度上，圓柱體內的空氣和其外殼已可充分屏蔽宇宙射線。歐尼爾圓柱體的內部體積足以支撐其小型天氣系統，而系統本身可以通過改變內部的大氣成分或反射陽光的數量來控制。

### 陽光
圓柱體的每片大窗戶背面都鉸接著一面大鏡子，未經鉸接的窗邊邊緣則指向太陽。設置鏡子的目的是希望藉由窗戶的反射，將陽光照進殖民地內，而夜晚則通過打開鏡子，讓空曠的深空表露無遺來模擬，同時允許熱量散發至太空中。在白天時，經反射的太陽會隨著鏡子的移動而遷移，從而形成太陽角度的自然變化。儘管肉眼看不見，太陽仍可能會因為圓柱體的逆時針運行而「旋轉」。另外鏡子反射出的光是偏振的，授粉蜜蜂可能會因此迷失方向。
為了讓光線進入殖民地，大窗戶會沿著圓柱體的長一直延伸，但不會是單一的窗格，而是由許多小窗組成，以防止災難性的損毀，而鋁或鋼窗框可以承受殖民地地氣壓的大部分壓力。有時流星體可能會破壞其中一片窗格，導致部分大氣流失，但計算表明這不會是緊急狀況，原因是殖民地擁有巨大的體積。

### 姿態控制
殖民地及其反射鏡必須永遠對準太陽，以透過太陽能照亮殖民地內部。奧尼爾和他的學生們精心設計了一種方法，可以在不使用火箭推進的情況下使殖民地每軌道連續旋轉360度，從而減少反作用質量。

## 設計更迭與衍生構思
在1990年及2007年，有科學家提出一種較歐尼爾圓柱體小，名叫「卡爾帕娜一號」的衍生設計，其通過增長直徑和縮短長度來解決旋轉圓柱體的擺動效應，而它應對宇宙輻射的方法則是拆除窗戶，以及把空間站設在低地軌道。2014年，有人提出了一種新的空間站建造方法，即像建造複合外包裝壓力容器一樣，給袋子充氣並用由小行星材料製成的線軸將其捆起來。

## 畫廊
- 從相互連接的月球大氣上方漩渦雙衛星探測器（英语：BOLAS (spacecraft)）中延伸出的圓柱體[17]
- 面向太陽的多個殖民地圓柱體的NASA構想圖

### 在流行文化中的出現
- 《2312（英语：2312 (novel)）》
- 《巴比伦五号》
- 《電馭叛客》
- 《无垠的太空》及其原著小說系列
- 《星际穿越》
- 质量效应系列
- 《機動戰士鋼彈》
- 《宇宙騎警（英语：Policenauts）》
- 《與拉瑪相會》
- 《環形世界》
- 《完全征服（英语：Vanquish (video game)）》

## 延伸閱讀
- T. A., Heppenheimer.  online book. National Space Society. 2007 [1977]  [2009-04-19]. ISBN 978-0-8117-0397-0.

## 外部連結
- YouTube video about Island Three from NASA Ames (5 min) （页面存档备份，存于）
- YouTube video: A Construction Scenario for O'Neill Cylinder Space Settlement Habitats, Third Tennessee Valley Interstellar Workshop, Nov 10-11, 2014, Oak Ridge, TN, Dr. Gordon Woodcock (30 min) （页面存档备份，存于）
- A video about making spaceflight affordable enough to build Space Colonies (10 min) （页面存档备份，存于）